# Flight (2012)
Flight is een Amerikaanse dramafilm uit 2012 onder regie van Robert Zemeckis. De productie werd genomineerd voor de Oscars voor beste hoofdrolspeler (Denzel Washington) en beste oorspronkelijke scenario. Flight won tien andere filmprijzen daadwerkelijk, waaronder een Satellite Award voor beste visuele effecten, een National Board of Review Award (voor John Goodman, ook voor zijn rollen in Argo, ParaNorman en Trouble with the Curve datzelfde jaar) en een Image Award (voor Washington).

## Verhaal
Piloot Whip Whitaker wordt 's morgens vroeg wakker in een hotelkamer na een wilde nacht met stewardess Katerina 'Trina' Marquez. Hij heeft veel gedronken en weinig geslapen, maar na een lijn cocaïne voelt hij zich weer helemaal capabel om een passagiersvliegtuig te besturen. Even later stijgt hij op en loodst hij het toestel door een zwaar onweer tot boven de wolken, waar het rustig is. Whitaker geeft daarop de controle over aan zijn copiloot Ken Evans en gaat een dutje doen.
Even later schiet hij wakker doordat het vliegtuig schokt. Evans is in paniek. Vanwege een ernstig technisch mankement kan het vliegtuig onmogelijk nog vliegen en duikt het toestel naar beneden. Whitaker blijft als enige koel en houdt zijn collega's zo goed en zo kwaad als het kan bij de les. Met meesterlijke vliegkunsten vermijdt hij hoogstpersoonlijk een crash in een dichtbevolkt stedelijk gebied en brengt hij het toestel met een buiklanding tot stilstand in een weiland. Hierdoor komen er 'slechts' zes mensen om het leven, waar alle 102 inzittenden eigenlijk ten dode opgeschreven leken. Onder de overledenen is Trina, die zichzelf tijdens de duik los gespte om een klein jongetje te helpen en hem daarmee het leven redde.
Wanneer Whitaker genoeg is hersteld van zijn relatief lichte verwondingen en het ziekenhuis uit mag, heeft hij een afspraak met advocaat Hugh Lang en zijn vriend Charlie Anderson, van de pilotenvakbond. Er is een onderzoek ingesteld om te bepalen of de crash is te wijten aan laakbaar gedrag van het vliegtuigpersoneel of aan falend materieel. In Whitakers bloed is zowel een hoog promillage alcohol aangetroffen als sporen van cocaïne. Anderson ziet dit niet als noodzakelijk rampzalig, omdat hij genoeg mogelijkheden ziet om die rapporten nietig te laten verklaren. Wel is het essentieel dat Whitaker dan tot en met de rechtszittingen geen druppel meer drinkt. Hij is verbolgen vanwege de suggestie dat hij dat niet zou kunnen, hij is immers geen alcoholist. In plaats van niet, grijpt hij vervolgens alleen maar meer en meer naar de drank. Niemand krijgt hem aan het verstand gebracht dat hij verkeerd bezig is. Zelfs tijdens een eenzame opsluiting in een alcoholvrije hotelkamer, krijgt hij het voor elkaar om aan grote hoeveelheden wodka te komen en die naar binnen te werken.
Dronken, maar de effecten daarvan onderdrukkend met cocaïne, verschijnt Whitaker voor onderzoekster Ellen Block van de National Transportation Safety Board. Tegenover haar ontkent hij zelfverzekerd gedronken of gebruikt te hebben tijdens of in de dagen voor de noodlottige vlucht. Aan boord van het vliegtuig zijn niettemin twee lege wodkaflessen aangetroffen, in een ruimte waartoe alleen het personeel toegang had. Bloedtesten hebben alle personeelsleden uitgesloten van het leegdrinken daarvan, op hem en Trina na. Onderzoek naar alcoholgebruik op Trina's stoffelijke overschotten is niet mogelijk, dus is het aan Whitaker om te verklaren of zij het was of hijzelf. Voor het eerst hapert hij. Door zijn alcoholgebruik en gedrag heeft bijna iedereen die hem ooit lief was hem de rug al toegekeerd; zijn vrienden en collega's, zijn ex-vrouw Deana, zijn tienerzoon Will en zelfs de afkickende heroïneverslaafde Nicole, die hem in het ziekenhuis ontmoette, bij hem introk en hem meetroonde naar bijeenkomsten van de Anonieme Alcoholisten. Dat al die mensen hem verlieten, wijdde hij nooit aan zijn eigen gedrag. Aan wat hij aanrichtte in hun levens, voelde hij zich daardoor nooit schuldig. Maar als hij tegen Block zegt dat Trina de wodkaflessen leegdronk, vertelt hij een leugen die zijn overleden minnares verantwoordelijk stelt voor het in gevaar brengen van de levens van een vliegtuig vol passagiers, terwijl ze juist haar eigen leven opofferde om dat van een van hen te redden. In het brein van Whitaker gaat op dat moment een knop om.
Whitaker vertelt Block dat niet Trina, maar hij de gevonden wodkaflessen leegdronk. Bovendien verklaart hij ook in de morgen voor de vlucht gedronken te hebben, in de dagen daarvoor en zelfs op dat moment dronken in de rechtszaal te zitten, maar dat hij de effecten onderdrukt met cocaïne. Whitaker erkent voor het eerst in zijn leven dat hij een alcoholist is en doet dat ook hardop.

### Epiloog
Dertien maanden na zijn bekentenis vertelt Whitaker zijn verhaal aan een groep medegedetineerden in de gevangenis. Hij heeft nog vier jaar gevangenisstraf te gaan en mag naar alle waarschijnlijkheid nooit meer vliegen. Toch heeft hij er geen spijt van dat hij de waarheid heeft verteld. Hij heeft inmiddels een jaar geen alcohol meer gedronken en voelt zich daardoor voor het eerst sinds hij veertien was geen gevangene meer. Aan de muur van zijn gevangeniscel hangen foto's waar hij op staat boven een taart, samen met onder andere Deana, Will en Nicole. Ze staan met hem op de foto's terwijl ze zijn eenjarige nuchterschap met hem vieren. Zijn zoon komt Whitaker bezoeken om een opstel over hem te schrijven, voor een schoolopdracht getiteld 'de meest fascinerende persoon die ik nooit heb ontmoet'.

## Rolverdeling
- Denzel Washington - Whip Whitaker
- Nadine Velazquez - Katerina 'Trina' Marquez
- Tamara Tunie - Margaret Thomason
- Brian Geraghty - Ken Evans
- Kelly Reilly - Nicole
- Bruce Greenwood - Charlie Anderson
- E. Roger Mitchell - Craig Matson
- Ravi Kapoor - Dr. Kenan
- John Goodman - Harling Mays
- Don Cheadle - Hugh Lang
- Peter Gerety - Avington Carr
- Tom Nowicki - Len Caldwell
- Garcelle Beauvais - Deana
- Justin Martin - Will Whitaker Jr.
- Rhoda Griffis - Amanda Anderson
- Melissa Leo - Ellen Block